# باراغونا (يوتا)
باراغونا (بالإنجليزية: Paragonah, Utah)‏ هي بلدة تقع بولاية يوتا في الولايات المتحدة. تأسست عام 1851، تبلغ مساحتها 1.5 (كم²)، وترتفع عن سطح البحر 1792 م، بلغ عدد سكانها 492 نسمة في عام 2012 حسب إحصاء مكتب تعداد الولايات المتحدة وتصل الكثافة السكانية فيها 312.8 نسمة/كم2.

## التركيبة السكانية
حدّد مكتب تعداد الولايات المتحدة بيانات التركيبة السكانية لباراغونا في تعداد الولايات المتحدة. في ما يلي، التركيبة السكانية حسب تعدادي 2000 و2010.

### تعداد عام 2000
بلغ عدد سكان باراغونا 470 نسمة بحسب تعداد عام 2000، وبلغ عدد الأسر 156 أسرة وعدد العائلات 123 عائلة مقيمة في البلدة. في حين سجلت الكثافة السكانية 270.1 نسمة لكل كيلومتر مربع (699.6/ميل2). وبلغ عدد الوحدات السكنية 197 وحدة بمتوسط كثافة قدره 113.2 لكل كيلومتر مربع (293.2/ميل2).
وتوزع التركيب العرقي للبلدة بنسبة 98.09% من البيض و0.21% من الأمريكيين الأفارقة و0.21% من الأمريكيين الأصليين و0.21% من سكان جزر المحيط الهادئ و0.64% من الأعراق الأخرى و0.64% من عرقين مختلطين أو أكثر و1.49% من الهسبانيون أو اللاتينيون من أي عرق.
بلغ عدد الأسر 156 أسرة كانت نسبة 39.7% منها لديها أطفال تحت سن الثامنة عشر تعيش معهم، وبلغت نسبة الأزواج القاطنين مع بعضهم البعض 71.8% من أصل المجموع الكلي للأسر، ونسبة 5.1% من الأسر كان لديها معيلات من الإناث دون وجود شريك، بينما كانت نسبة 1.9% من الأسر لديها معيلون من الذكور دون وجود شريكة وكانت نسبة 21.2% من غير العائلات. تألفت نسبة 19.9% من أصل جميع الأسر من عدة أفراد يعيشون في نفس المنزل ونسبة 12.2% كانت تتألف من شخص يعيش بمفرده يبلغ من العمر 65 عاماً أو أكثر. وبلغ متوسط حجم الأسرة المعيشية 3.01، أما متوسط حجم العائلات فبلغ 3.52.
بلغ العمر الوسطي للسكان 33.6 عاماً. وكانت نسبة 33.8% من القاطنين تحت سن الثامنة عشر، وكانت نسبة 8.3% بين الثامنة عشر والرابعة والعشرين عاماً، ونسبة 22.1% كانت واقعةً في الفئة العمرية ما بين الخامسة والعشرين والرابعة والأربعين عاماً، ونسبة 20.9% كانت ما بين الخامسة والأربعين والرابعة والستين، ونسبة 14.9% كانت ضمن فئة الخامسة والستين عاماً فما فوق. يوجد لكل 100 أنثى 101.7 ذكر، ويوجد لكل 100 أنثى في الثامنة عشر من عمرها فما فوق 96.8 ذكر.
بلغ متوسط دخل الأسرة في البلدة 33,958 دولارًا، أما متوسط دخل العائلة فبلغ 37,083 دولارًا. وكان متوسط دخل الذكور 25,208 دولارًا مقابل 21,563 دولارًا للإناث. وسجل دخل الفرد الخاص بالبلدة 11,352 دولارًا. وكانت نسبة 8.8% من العائلات ونسبة 13.9% من السكان تحت خط الفقر، وكان من هؤلاء نسبة 17.2% تحت سن الثامنة عشر ونسبة 0% في الخامسة والستين من العمر وما فوق.

### تعداد عام 2010
بلغ عدد سكان باراغونا 488 نسمة بحسب تعداد عام 2010، وبلغ عدد الأسر 180 أسرة وعدد العائلات 139 عائلة مقيمة في البلدة. في حين سجلت الكثافة السكانية 280.5 نسمة لكل كيلومتر مربع (726.5/ميل2). وبلغ عدد الوحدات السكنية 227 وحدة بمتوسط كثافة قدره 130.5 لكل كيلومتر مربع (338.0/ميل2).
وتوزع التركيب العرقي للبلدة بنسبة 96.52% من البيض و0.20% من الأمريكيين الأصليين و0.20% من الأمريكيين ذوي الأصول الآسيوية و1.43% من الأعراق الأخرى و1.64% من عرقين مختلطين أو أكثر و2.87% من الهسبانيون أو اللاتينيون من أي عرق.
بلغ عدد الأسر 180 أسرة كانت نسبة 31.7% منها لديها أطفال تحت سن الثامنة عشر تعيش معهم، وبلغت نسبة الأزواج القاطنين مع بعضهم البعض 66.1% من أصل المجموع الكلي للأسر، ونسبة 8.9% من الأسر كان لديها معيلات من الإناث دون وجود شريك، بينما كانت نسبة 2.2% من الأسر لديها معيلون من الذكور دون وجود شريكة وكانت نسبة 22.8% من غير العائلات. تألفت نسبة 21.1% من أصل جميع الأسر من عدة أفراد يعيشون في نفس المنزل ونسبة 8.3% كانت تتألف من شخص يعيش بمفرده يبلغ من العمر 65 عاماً أو أكثر. وبلغ متوسط حجم الأسرة المعيشية 2.71، أما متوسط حجم العائلات فبلغ 3.18.
بلغ العمر الوسطي للسكان 42.9 عاماً. وكانت نسبة 25% من القاطنين تحت سن الثامنة عشر، وكانت نسبة 8% بين الثامنة عشر والرابعة والعشرين عاماً، ونسبة 20.3% كانت واقعةً في الفئة العمرية ما بين الخامسة والعشرين والرابعة والأربعين عاماً، ونسبة 29.7% كانت ما بين الخامسة والأربعين والرابعة والستين، ونسبة 17% كانت ضمن فئة الخامسة والستين عاماً فما فوق. وتوزع التركيب الجنسي للسكان بنسبة 51.4% ذكور و48.6% إناث.

## وصلات خارجية
- The US50 - Cities and Towns in Utah State
- Utah Cities and Towns, Facts, Map, Flag, Colleges, Government, and More